# روبوت ذراع الأفعى

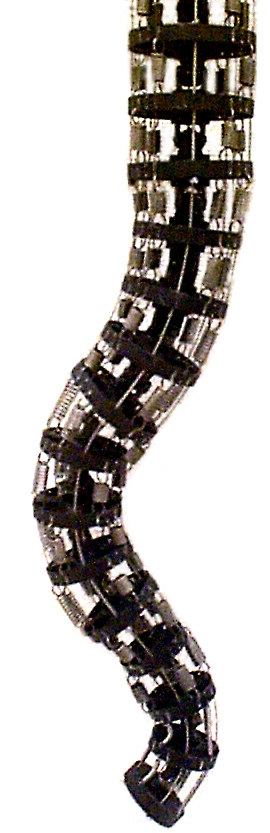
خرطوم فيل مصنوع من روبوت ذراع الثعبان

روبوت ذراع الأفعى مناور رفيع ذات عدد كبير من درجات الحرية تتيح له التحرك على مسار طويل وتجاوز العقبات مستمدا طريقة حركة الثعبان.

## التعريف
تصنف روبوتات أذرع الأفاعي وخرطوم الفيل بأنها روبوتات متصلة على الرغم من أن هذه الأوصاف مقيدة في تعريفاتها ولا يمكن تطبيقها على جميع روبوتات الأفاعى.
- الروبوت المتصل هو منحنى مستمر المنحني، يشبه إلى حد كبير ذراع الأخطبوط.
- يعتبر روبوت خرطوم الفيل هو الوصف الأمثل للروبوت المتصل نتيجة لاعتماد فكره عمله على الطريقة التي يلتقط بها الفيل كرة ما.

مع اعتبار المجال ناشئ، لا يوجد اتفاق على أفضل مصطلح لهذه الفئة من الروبوتات.
غالبًا ما تستخدم روبوتات الثعبان مع جهاز آخر تكون وظيفته هي تعريف ذراع الثعبان على المساحة المحيطة به. تتضمن أمثلة محاور التقديم المحتملة تركيب ذراع ثعبان على مركبة يتم التحكم فيها عن بُعد أو روبوت صناعي أو تصميم مشغل خطي حسب الطلب. في هذه الحالة، يتم تنسيق شكل الذراع مع الحركة الخطية لمحور الإدخال مما يمكّن الذراع من اتباع المسار إلى الأماكن الضيقة.
يمكن أن يتم توصيل ذراع الروبوت بالأجزاء التالية:
- قطر مستمر على طول الذراع
- الدعم الذاتي
- التحرك باستخدام الأوتار أو بالهواء المضغوط في معظم الحالات.

لا ينبغي الخلط بين روبوت ذراع الأفعى وروبوت الأفعى الذي يحاكي الحركة الأحيائية للثعبان من أجل الانزلاق على الأرض.

## التطبيقات
القدرة على الوصول إلى المساحات المحصورة يفسح المجال للعديد من التطبيقات التي تنطوي على مشاكل الوصول. لا يُقصد بالقائمة أدناه أن تكون قائمة شاملة بالاحتمالات، ولكن مجرد إشارة إلى المكان الذي يتم فيه استخدام هذه الروبوتات أو تطويرها للاستخدام.

### الصناعة
- الصناعات النووية.
  - الروبوتات.[1]
  - الإصلاح والصيانة.[2][3]
- الفضاء الخارجي
  - التصنيع والتجميع: داخل صناديق الجناح والمحركات النفاثة والقنوات.
  - تحضير السطح: تملأ أجهزة الصنفرة الهوائية لجميع مراحل تشطيب السطح قبل تطبيق الطلاء النهائي.
  - صيانة وإصلاح.[4]
- السيارات
  - التصنيع: تسمح روبوتات الأفعى بتجميع الهياكل بطريقة مختلفة.

### الأمن والدفاع
- تفكيك القنابل ومكافحة الإرهاب.[3]
- البحث والإنقاذ.

### الجراحة الروبوتية
- التنظير الداخلي.
- تنظير القولون.[5]
- جراحة الأعصاب.[5]

## التاريخ
- ذراع تنسور المناور، الذي تم اختراعه عام 1968 بواسطة V.C. أندرسون، المعروف باسم ذراع سكريبس تينسور، هو ذراع خرطوم فيل يشبه العمود الفقري. التحكم عن طريق عدد كبير من النايلون المجهرية.
- ANAT (الجذع المفصلي القابل للتكيف) AMI-100، الذي تم اختراعه في عام 1997 من قبل تشارلز خير الله ، هو ذراع روبوت صناعي معياري يشبه الثعبان.

## وصلات خارجية
- يتم حاليًا البحث عن روبوتات الأفعى بواسطة العديد من الجامعات الكبرى:
  - جامعة كورنيل: فريق مشروع الطلاب بهدف تصميم وتصنيع فئة من الأسلحة الآلية التي تشبه على نحو أفضل قوة السيولة والثبات والدقة والبراعة.
  - كارنيجي ميلون: بحث في مختلف الروبوتات الزائدة عن الحاجة بما في ذلك الأسلحة الثعبان
  - كليمسون: البحث في الروبوتات خرطوم الفيل
  - جامعة ولاية ميسيسيبي: البحث في تصميم وتحليل وبناء الروبوتات المتصلة.
  - جامعة نوتنغهام: البحث في الروبوتات المتصلة لتطبيقات الإصلاح في الموقع